# Datatilsynet (Norwegen)
Datatilsynet ist die nationale Datenschutzbehörde Norwegens mit Sitz in Oslo. Sie ist für den Schutz der Privatsphäre und der Sicherheit von digitalen Datenregistern zuständig.
Die Behörde besteht seit 1980 und ist seit 2006 dem Kommunalministerium nachgestellt. Rechts- und Arbeitsgrundlage der Datatilsynet ist das Gesetz über persönliche Daten (norwegisch: personopplysningsloven) aus dem Jahr 2000. Im Jahr 2018 verabschiedete das norwegische Nationalparlament Storting ein neues Gesetz, welches die Bestimmungen der Datenschutz-Grundverordnung mit aufnahm. Zu ihren Aufgaben gehört das Führen einer Datei, die alle lizenzierten Verarbeitungsprozesse enthält, die Kontrolle der Datenschutzkonformität von Gesetzen und die Kooperation mit nationalen und internationalen Datenschutzbehörden.
Direktor von Datatilsynet ist seit 2010 Bjørn Erik Thon, davor war es ab 1989 Georg Apenes. Von 1980 bis 1989 leitete Helge Seip die Behörde.
Datatilsynet ist Mitglied der Internationalen Konferenz der Beauftragten für den Datenschutz und den Schutz der Privatsphäre.